# MF Baltivia
MF Baltivia – prom pasażersko-samochodowy zbudowany w 1981 r., w szwedzkiej stoczni Kalmar Varv przez Fartygsentreprenader AB dla TT-Line, jako "Saga Star" W 1988 roku Saga Star została sprzedana CMN i weszła do eksplatacji jako Girolata w 1989 roku między Marsylią a Bastią. W 1993 roku została przywrócona do TT-Line, powracając do poprzedniej nazwy Saga Star. Armator TT-Line kupił ją w 1997 roku. W 2002 roku została sprzedana do Transmanche Ferries i weszła do służby między Newhaven-Dieppe jako Dieppe. Dnia 15 stycznia 2007 został wprowadzony do eksploatacji w barwach kołobrzeskiego operatora Polferries. 
Na początku pływał na trasie Gdańsk – Nynäshamn w Szwecji, którą pokonywał w 19 godzin. Od 5 lutego 2013 MF Baltivia pływała na trasie Świnoujście – Ystad. 
Na pokładach ładunkowych prom może pomieścić jednorazowo około 80 samochodów ciężarowych o długości 17 metrów, oraz dodatkowo 30 samochodów osobowych. Dla pasażerów przeznaczonych jest 250 miejsc, w kabinach 2, 3 i 4 osobowych oraz fotelach lotniczych. Na dziewięciu pokładach promu znajdują się m.in.: 
- bar/kawiarnia
- cafeteria
- sklep
- automaty do gry

We wrześniu 2024 r. została sprzedana gruzińskiemu armatorowi, który będzie wykonywał rejsy po Morzu Czarnym. Pływa pod nową nazwą „Dioscuria”.